# Ян Тарчалович
Ян Тарчалович (пол. Jan Tarczałowicz; 1869—1923) — польський педагог, інженер, архітектор, історик архітектури.

## Життєпис
Народився у 1869 році.

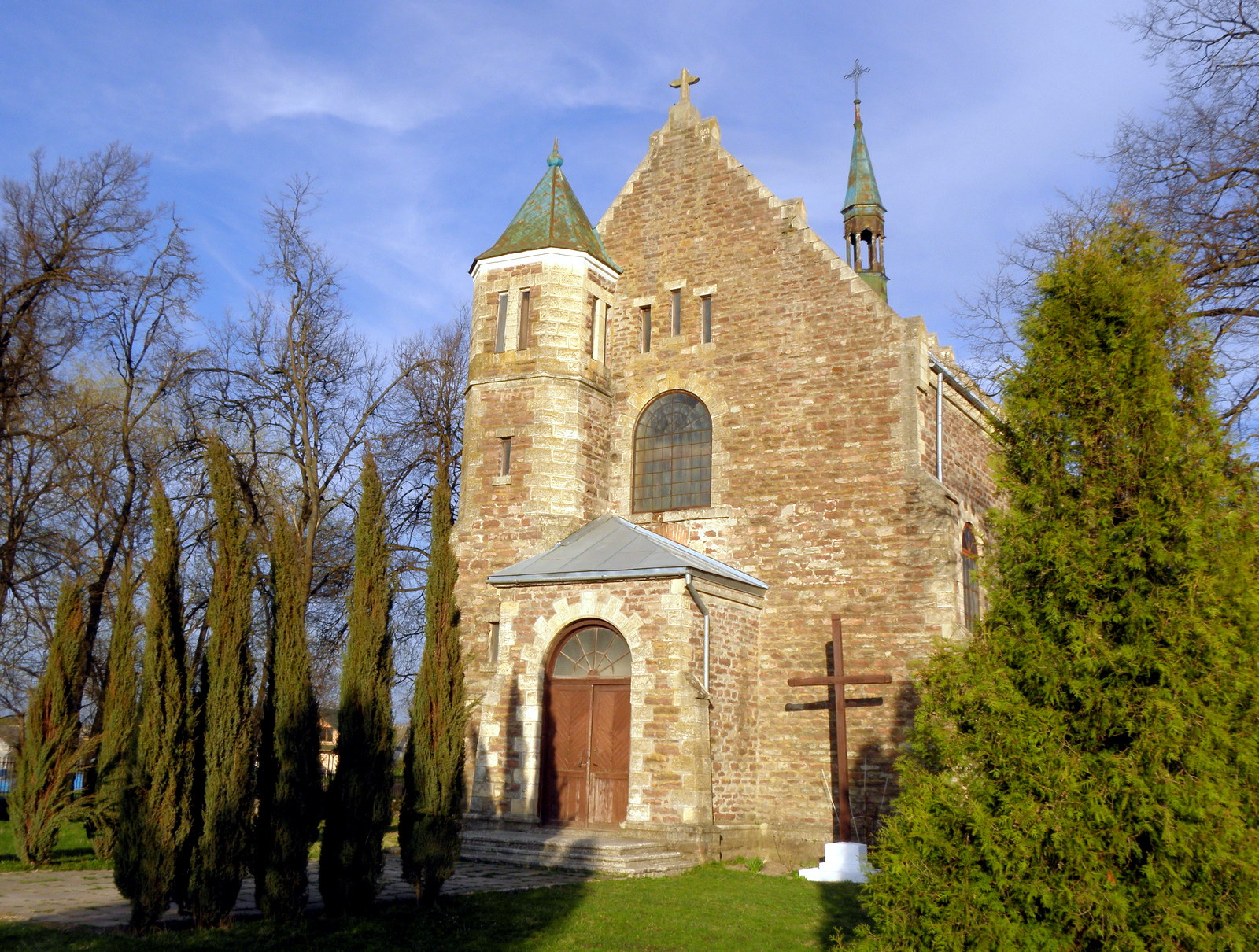
Костел Божої Матері Неустанної Помочі, Трибухівці

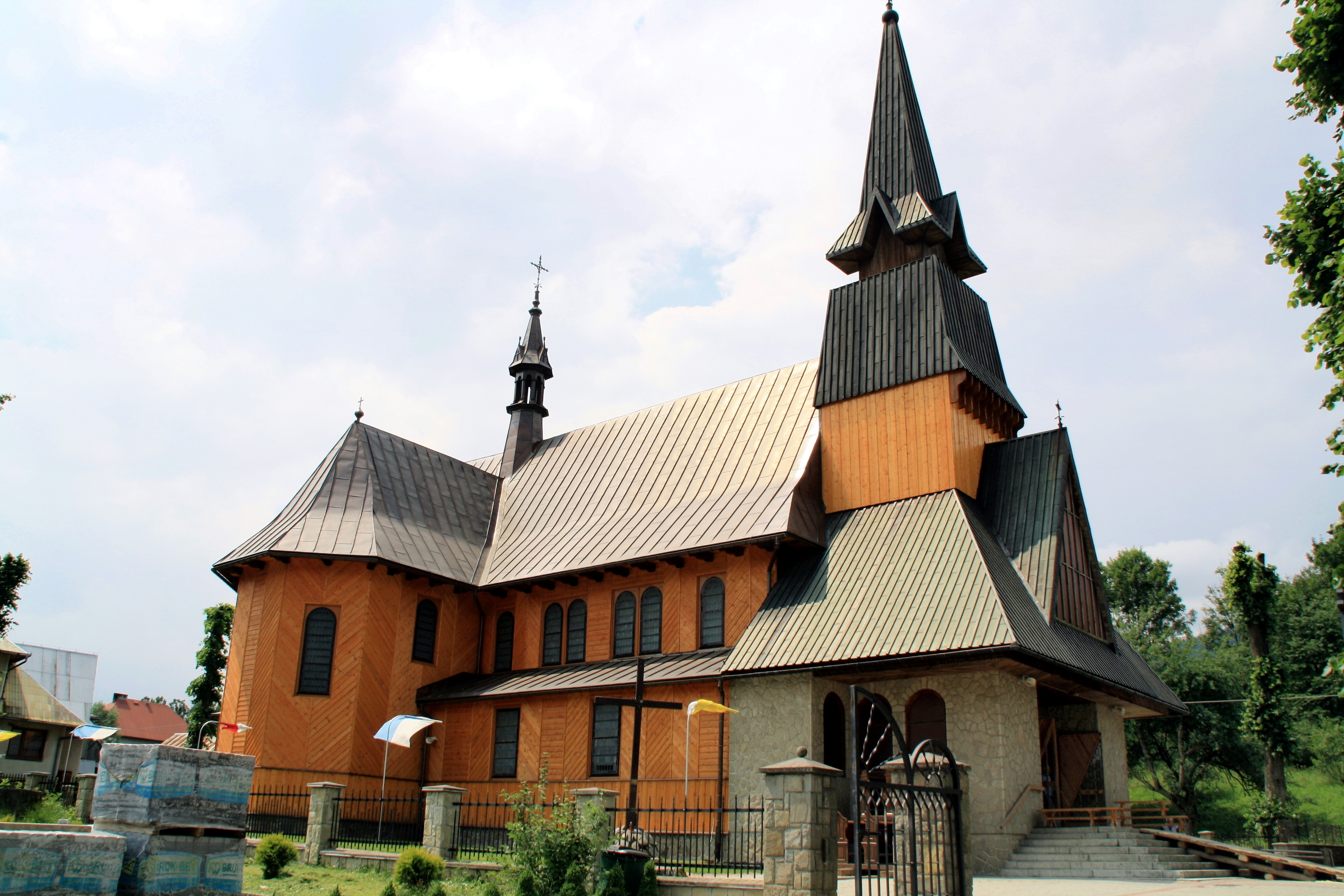
костел, Юркув

Протягом певного часу проживав у місті Закопаному. На межі XIX—XX ст. творив у Львові. У 1896 році отримав нагороду за проєкт відзнаки для членів Львівського політехнічного товариства. У 1910 році призначений на посаду інспектора Крайової шкільної ради. Пробував свої сили також на ниві мистецтвознавства. З 1912 року — директор школи будівельних ремесел (інша назва — промислова школа) у місті Бучачі. Був заангажований у підтримку псевдонаукових поглядів Людвіка Стасяка (пол. Ludwik Stasiak) — польського маляра і вкрай націоналістичного історика мистецтва-дилетанта. Працював професором промислової школи в Кракові. Помер у 1923 році, похований на Раковицькому цвинтарі Кракова.

### Доробок
- У 1906 році за його проєктом виготовили новий вівтар для костелу монастиря бенедиктинок у Львові, який знищили за радянських часів.[8]
- Проєкт дерев'яного костелу Матері Божої Шкаплірної з елементами закопанського стилю, Вітув (1909,[3] будувалась у 1910—1912).[9]
- Проєкт дерев'яного костелу в селі Юркув (нині Лімановський повіт), в необароковій стилістиці (1913, збудований у 1914[3])
- Проєкт мурованого костелу в селі Трибухівцях (нині Бучацький район, Тернопільська область);[3] виконав безкоштовно.[5]
- Автор статей у львівському виданні «Часопісмо технічне»: «Ренесанс у Польщі» і «Пам'ятки архітектури галицького Поділля» (обидві — № 18, 1900), «Пам'ятки архітектури галицького Поділля» (обидві — № 19, 1901).[10]
- Малюнки до книги Владислава Лозінського «Sztuka lwowska w XVI i XVII wieku: architektura i rzeźba» (видання 1901 року).[11]